# Pterostichus planus
Pterostichus planus är en skalbaggsart som beskrevs av Sahlberg. Pterostichus planus ingår i släktet Pterostichus och familjen jordlöpare. Inga underarter finns listade i Catalogue of Life.